# Pohlia lonchochaete
Pohlia lonchochaete är en bladmossart som beskrevs av Brotherus 1909. Pohlia lonchochaete ingår i släktet nickmossor, och familjen Bryaceae. Inga underarter finns listade i Catalogue of Life.